# جون بيتر ديدييه
جون بيتر ديدييه (بالإنجليزية: John Peter Didier)‏ هو سياسي أمريكي، ولد في 1748، وتوفي في 25 أغسطس 1823.